# Dernière danse
Dernière danse (pol. Ostatni taniec) – debiutancki singel francuskiej wokalistki Indili wydany na pierwszym albumie studyjnym artystki zatytułowanym Mini World z listopada 2013 roku.

## Nagrywanie
Piosenka powstała w 2013 roku. Kompozytorem muzyki do utworu został Pascal „Skalpovich” Koeu, który wyprodukował singiel, natomiast słowa napisała sama Indila. Jak przyznała w wywiadzie dla portalu JazzSoul.pl piosenkarka: W tej piosence odnajdujemy dwie skrajności: łagodność i cierpienie, ale przede wszystkim jest to historia o miłości. (...) W tym utworze jest drugie dno, podwójna możliwa lektura tekstu. Piosenka mówi o cierpieniu związanym z utratą bliskiej osoby, cierpieniu, które zawsze jest w nas i nas nie opuszcza. Druga interpretacja dotyczy natomiast bardziej społeczeństwa. Bardzo wiele osób czuje się obecnie wyłączonymi ze świata, samotnymi.

## Teledysk
Teledysk do utworu został opublikowany 4 grudnia 2013 roku, jego realizatorem został Sylvain Bressollette.

## Notowania

### Pozycje na listach sprzedaży
| Kraj              | Lista (2013/2014/2015)    | Najwyższa pozycja | Certyfikat | Sprzedaż |
| ----------------- | ------------------------- | ----------------- | ---------- | -------- |
| Austria           | Singles Top 75            | 72                |            |          |
| Belgia (Walonia)  | Ultratop 50 Singles       | 2                 | platyna    | 30 000+  |
| Belgia (Flandria) | Ultratop 50 Singles       | 5                 | platyna    | 30 000+  |
| Czechy            | Singles Digital – Top 100 | 94                |            |          |
| Francja           | Top 200 Singles           | 2                 | platyna    | 188 500+ |
| Niemcy            | Top 100 Singles           | 47                |            |          |
| Słowacja          | Singles Digital – Top 100 | 71                |            |          |
| Szwajcaria        | Singles Top 75            | 15                |            |          |

### Pozycje na listach airplay
| Kraj              | Lista (2014)        | Najwyższa pozycja |
| ----------------- | ------------------- | ----------------- |
| Czechy            | Rádio – Top 100     | 23                |
| Belgia (Walonia)  | Ultratop 50 Airplay | 2                 |
| Belgia (Flandria) | Ultratop 50 Airplay | 15                |
| Francja           | Classements Radios  | 2                 |
| Izrael            | Media Forest        | 1                 |
| Liban             | Top 20 Charts       | 3                 |
| Polska            | AirPlay – Top       | 3                 |
| Słowacja          | Rádio – Top 100     | 14                |